# Gilda Buttà
Gilda Buttà (Patti, 29 de julio de 1959) es una pianista italiana.

## Biografía
Nació en Patti, una pequeña localidad de la provincia de Mesina, en la costa norte de Sicilia. Estudió piano en el Conservatorio Giuseppe Verdi (en Milán), donde se graduó con honores a los dieciséis años. Desde esa edad ganó varios concursos de piano a nivel nacional. En 1976 ganó el Premio Franz Liszt y comenzó una intensa actividad concertística, realizando conciertos en Europa y Asia.
Ha colaborado con el compositor de música para cine y director de orquesta Ennio Morricone, con quien grabó bandas sonoras (por ejemplo, La leyenda del pianista en el océano) y otras composiciones.
Fue profesora de piano en los conservatorios de Florencia y Pescara, actualmente ocupa la cátedra de piano en el conservatorio Licino Refice, en la ciudad de Frosinone.
Ha grabado para BMG, CAM, Sony Music, MEG Italia, Warner, Virgin Records, Victor, RCA italiana, y EMI. Para Pesi&Misure (‘pesos y medidas’), su dúo con Luca Pincini, ha grabado recientemente Two skies (‘dos cielos’), con música de Rajmáninov, Gershwin y Gianni Ferrio. También con Pincini ha grabado ―con la discográfica U07 Records― tres álbumes:
Composers, Absolutely Ennio Morricone e Playing George Gershwin.
Estuvo casada durante tres meses con el pianista francés Michel Petrucciani (1962-1999).
Más tarde Gilda Buttà se casó con el violonchelista italiano Luca Pincini, con quien formó un dúo de piano y violonchelo.

## Discografía

### Bandas sonoras[6]
- 1991: Caldo soffocante; tocó el piano en la banda sonora.
- 1996: Más allá del jardín; tocó el piano en la banda sonora.
- 1998: La leggenda del pianista sull'oceano; tocó el piano en la banda sonora.
- 2003: Arena concerto: la musica per il cinema (video); aparece tocando el piano, dirigida por Ennio Morricone, en sus obras para piano y orquesta más conocidas: Cinema Paradiso,[7] La leyenda del pianista en el océano y otras.

### Dúo con Luca Pincini
- Two skies (‘dos cielos’), con Pesi&Misure (‘pesos y medidas’), su dúo con Luca Pincini; música de Serguéi Rajmáninov, George Gershwin y Gianni Ferrio.
- Composers, para la discográfica U07 Records.
- Absolutely Ennio Morricone, para la discográfica U07 Records.
- Playing George Gershwin, para la discográfica U07 Records.
- La stanza del figlio, Gilda Buttà y Luca Pincini tocan cóvers de música de películas.[6]